# Alfajarín
Alfajarín è un comune spagnolo di 1 548 abitanti situato nella comunità autonoma dell'Aragona.
Nel suo territorio sono stati rinvenuti resti di una villa romana, tuttavia lo sviluppo del nucleo urbano si deve ai musulmani in epoca altomedievale.
Fra gli edifici più significativi di Alfajarin va segnalata la iglesia de San Miguel Arcángel (chiesa di San Michele Arcangelo), vecchia moschea del XII secolo che subì radicali trasformazioni sia nel Trecento che in epoca barocca.